# Cavalluna

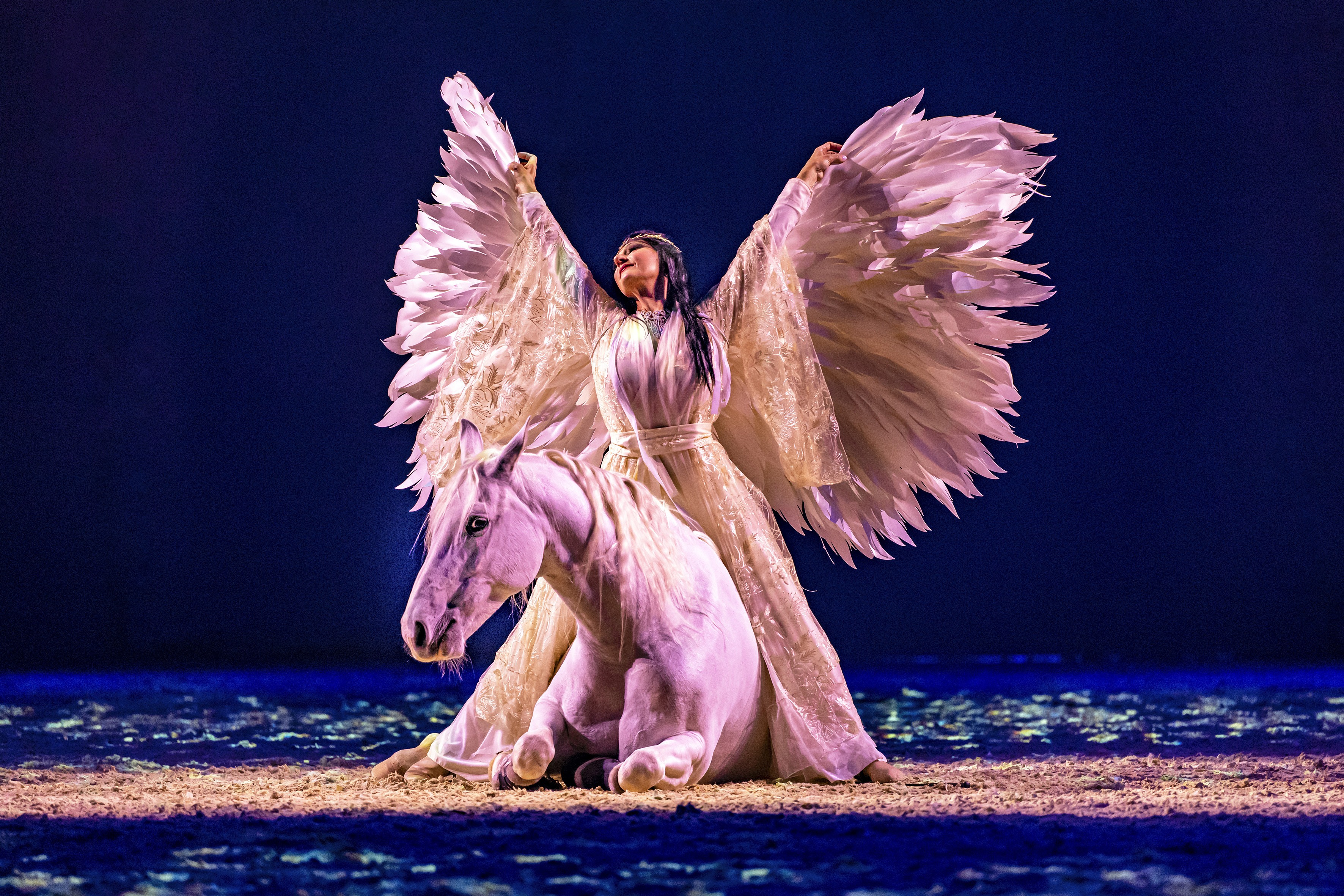
Freiheitsdressur von Sylvie Willms (Europa-Tournee 2023)

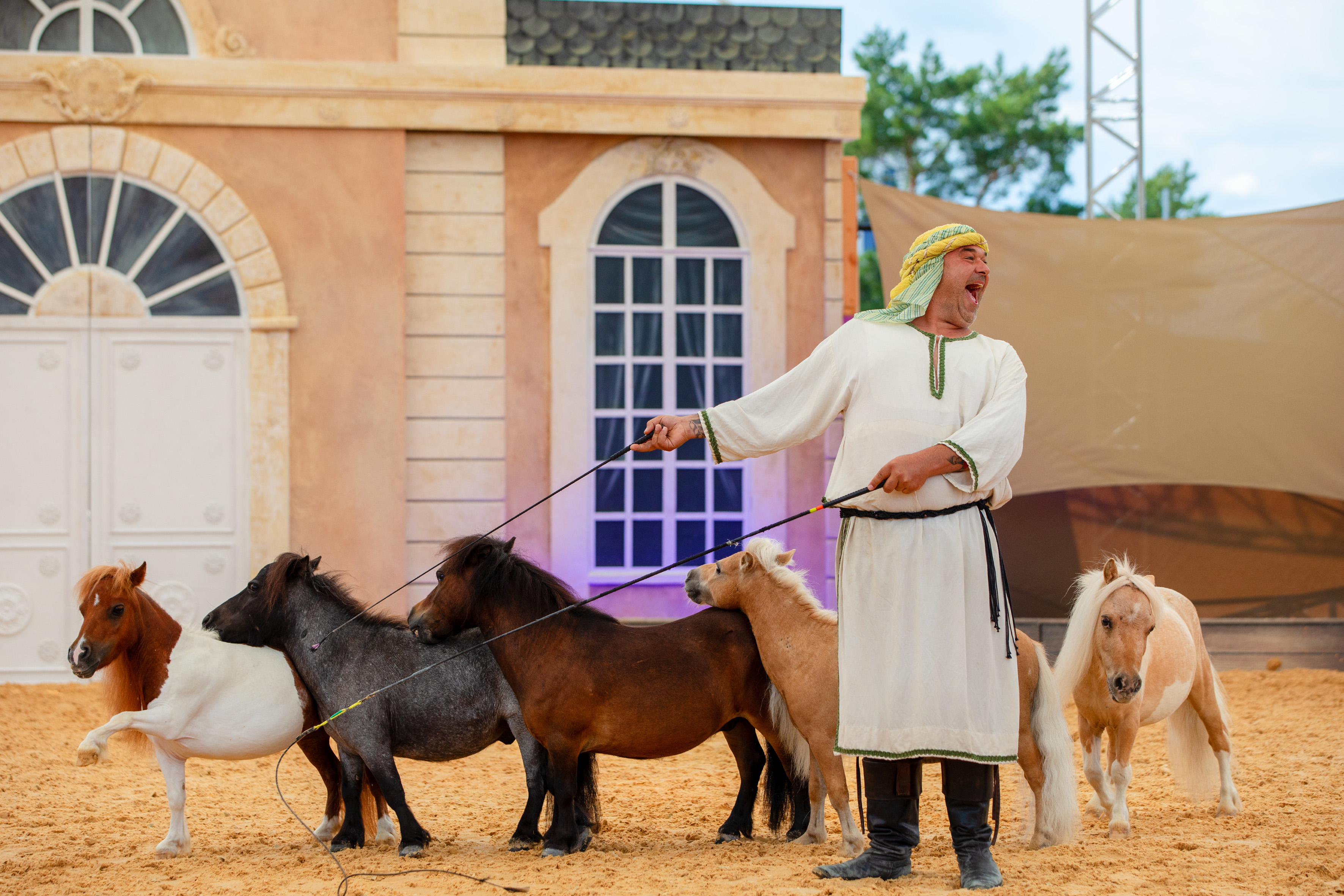
Ponynummer von Luciano Messina (Sommershow 2022)

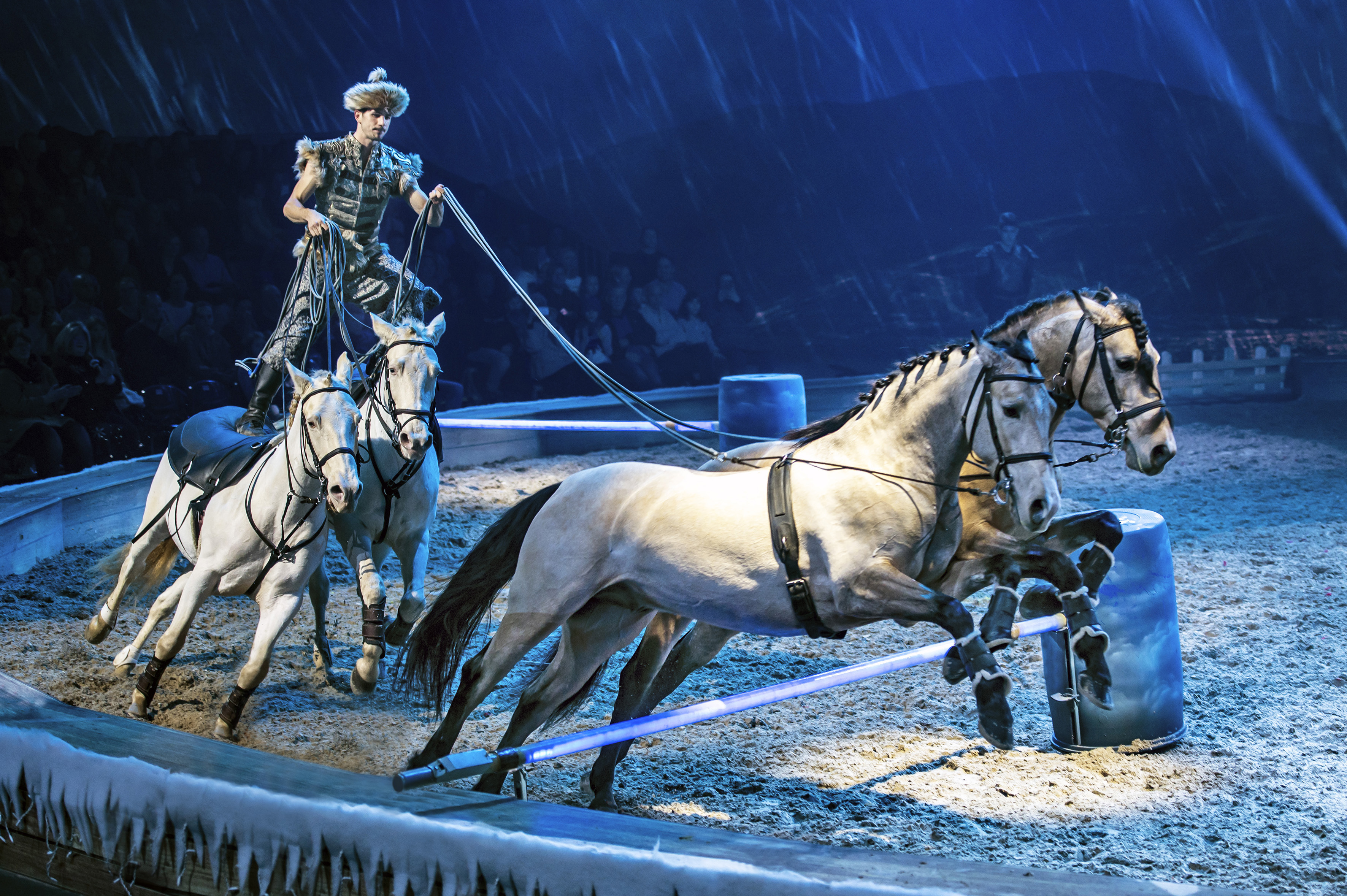
Ungarische Post von Diego Giona (Wintershow 2022)

Cavalluna (bis 2019: Apassionata; Eigenschreibweise CAVALLUNA) ist eine 2002 gegründete europäische Unterhaltungsshow mit Pferden. Reiten, Tanz, Musik und Theater werden zu einem Gesamtwerk kombiniert, das sich an alle Altersklassen richtet, vor allem an Familien mit Kindern. Die Show hatte wechselnde Veranstalter und wird mittlerweile von der Apassionata World GmbH durchgeführt.

## Geschichte
2002 gründeten Robert Wagner und Peter Massine ein Unternehmen, um die Apassionata-Show zu produzieren. Wagner übernahm als Konzertveranstalter viele kreative Aufgaben, während Massine den geschäftlichen Betrieb weitgehend verantwortete. Die erste Tournee durch Deutschland war überdurchschnittlich erfolgreich, in den Medien wurde die „zelebrierte Leidenschaft“ zwischen Mensch und Pferd positiv kommentiert. Eindruck hinterließ beispielsweise der Flamenco-Tanz durch ein Pferd.
Auch außerhalb Deutschlands stieg das Interesse an Apassionata, sodass die Tournee auf andere europäische Staaten ausgeweitet wurde. Nicht zuletzt die internationale Expansion führte zu Differenzen zwischen Wagner und Massine. 2008 stieg Wagner aus der Show aus und verkaufte seine Anteile an der Produktionsgesellschaft an Massine. Es kam zu Differenzen über den Kaufpreis und die Gewinnbeteiligung.
Nach zehn Jahren erreichte Apassionata rund 600.000 Zuschauer jährlich. Um neben der Tournee ein dauerhaftes Angebot an einem festen Standort zu schaffen, wurde ab 2015 neben der Allianz-Arena in München ein Erlebnispark mit Showpalast errichtet. Die Fertigstellung verzögerte sich aufgrund finanzieller Schwierigkeiten der Produktionsgesellschaft während der Bauphase. Um die Fortführung von Apassionata sicherzustellen, beteiligte Massine erstmals externe Investoren.
Die neuen Eigentümer erwarben schrittweise die Mehrheit an Apassionata. Daraufhin eskalierte der Konflikt zwischen den Gesellschaftern. Massine versuchte, die Markenrechte an „Apassionata“ auf ein neues Unternehmen zu übertragen, sodass es zeitweise zwei Pferdeshows von zwei verschiedenen Veranstaltern gab: Einerseits „Apassionata“ unter Peter Massine und andererseits „Cavalluna“ der Apassionata World GmbH. 2019 einigten sich die Parteien einvernehmlich: Massine gab alle Marken- und Lizenzrechte an die heutige Betreibergesellschaft ab.
Die Produktionsgesellschaft wollte „Apassionata“ zunächst nicht verwenden, da „Cavalluna“ erfolgreich eingeführt worden war. „Apassionata“ wird heute weiter im Firmennamen verwendet und teilweise in der Außendarstellung. Die Shows finden unverändert unter dem Namen „Cavalluna“ statt.
2022/2023 wurde mit „Cavalluna Kids“ ein neues Format mit Pferden auf dem Gelände in Fröttmaning entwickelt. Der Freizeitpark heißt mittlerweile „Cavalluna Park“, das Unternehmen investierte Millionen in die Modernisierung. Um das Angebot zu diversifizieren, setzen die Eigentümer auch auf Veranstaltungen ohne Pferde. Der Erlebnispark und der Showpalast werden an Dritte vermietet.

## Veranstalter
Konzeption, Produktion und Vermarktung der Shows übernimmt heute ausschließlich die Apassionata World GmbH. Das Live-Entertainment-Unternehmen mit Hauptsitz in Berlin ist eine hundertprozentige Tochtergesellschaft der Hongkun International Holdings Limited, die zum chinesischen Mischkonzern Hongkun-Gruppe gehört.
Die Geschäftsführung der Apassionata World GmbH haben Qiang Li, Johannes Mock-O’Hara und Weihao Zhao übernommen. Das Unternehmen beschäftigt mehr als 70 angestellte Mitarbeiter. Das gesamte Show-Ensemble besteht aus mehr als 100 Reitern, Tänzern und Artisten.

## Konzept
Die Apassionata World GmbH entwickelt unter der Marke „Cavalluna“ Shows als Zusammenspiel von Reit- und Tanzkunst sowie akrobatischen Elementen in Kombination mit Musik- und Lichteffekten sowie anspruchsvollen Kostümen. Im Mittelpunkt steht die Darstellung eines harmonischen Miteinanders von Mensch und Tier. Zum Ensemble gehören neben Pferden unterschiedlicher Rassen beispielsweise auch Esel und Hunde.
Die „Cavalluna“-Shows erreichen mehr als 400.000 Zuschauer im Jahr. Sie sind häufig ausverkauft, was dem Veranstalter mehrere „Sold Out Awards“ einbrachte.

## Shows
- 2003–2004: Apassionata
- 2004–2005: Apassionata – Ovations
- 2005–2006: Apassionata – Hommage
- 2006–2007: Apassionata – Vier Jahreszeiten
- 2007–2008: Apassionata – Grand Voyage
- 2008–2009: Apassionata – Sehnsucht
- 2009–2010: Apassionata – Zauber der Freiheit
- 2010–2011: Apassionata – Im Licht der Sterne
- 2011–2012: Apassionata – Gemeinsam bis ans Ende der Welt
- 2012–2013: Apassionata – Freunde für immer
- 2013–2014: Apassionata – Zeit für Träume
- 2014–2015: Apassionata – Die goldene Spur
- 2015–2016: Apassionata – Im Bann des Spiegels
- 2016–2017: Apassionata – Cinema of Dreams
- 2017–2018: Apassionata – Gefährten des Lichts
- 2018–2019: Cavalluna – Welt der Fantasie
- 2019–2022: Cavalluna – Legende der Wüste
- 2021–2022: Cavalluna – Celebration
- 2022–2023: Cavalluna – Geheimnis der Ewigkeit
- 2022–2024: Cavalluna Kids – WinterWünscheLand
- 2022–2025: Cavalluna Kids – Eine Show steht Kopf!
- 2023–2024: Cavalluna – Land der Tausend Träume
- 2024–2025: Cavalluna – Grand Moments
- 2024–2025: Cavalluna Kids – Sommercamp total verrückt!
- 2025–2026: Cavalluna – Tor zur Anderswelt

## Auszeichnungen
- 2010: Live Entertainment Award als „Show des Jahres“[20]
- Goldene Schallplatte[21]
  - 9× in Gold (Videoalbum)
  - 2× in Platin (Videoalbum)

## Kritik
Apassionata zog wiederholt die Kritik von Tierrechtlern auf sich. Anlass sind beispielsweise Stürze und andere Verletzungen. Peta bezeichnete die Show als „Tierquälerei“. Apassionata selbst wies die Vorwürfe zurück und stellte die Bedingungen und Haltungsrichtlinien der Tiere heraus.